# 후지타 마코토 (화학자)

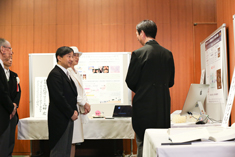
나루히토 천황(좌)에게 연구를 설명중인 후지타 마코토 석좌교수(우)

후지타 마코토(藤田誠, 1957년 9월 28일 ~ )는 일본의 화학자이다. 도쿄대학 대학원 공학계 연구과 응용화학전공 석좌교수 및 분자과학연구소 석좌교수이다.
다가배위자와 금속이온을 이용한 자기조직화에 의한 금속착체, 금속유기구조체 등의 연구로 알려져 있다.
네이처지, 사이언스지 게재 횟수는 일본인 화학자 중에서도 톱클래스다. 도쿄도 이타바시구 출신.
매년 일본인 노벨화학상의 유력 후보자로 여겨지며, 노벨상의 전초전으로 불리는 2018년 울프상과 2020년 클라리베이트 애널리틱스 인용 영예상을 수상하였다.

## 경력
- 1976년 - 도쿄도립 미타카 고등학교 졸업
- 1980년 - 치바대학 공학부 합성화학과 졸업
- 1982년 - 치바대학 대학원 공학연구과 석사과정 수료
- 1982년 - 사가미 중앙화학연구소 연구원
- 1987년 - 도쿄공업대학 공학 박사
- 1988년 - 치바대학 공학부 조수
- 1989년 - 자기조직화에 의한 정사각형의 유기금속 분자(수율 100%)를 발견, 1990년 발표.
- 1991년 - 치바대학 공학부 강사
- 1994년 - 치바대학 공학부 조교수
- 1997년 - 분자과학연구소 조교수
- 1999년 - 나고야대학 대학원 공학연구과 교수
- 2002년 - 도쿄대학 공학계 응용화학전공 교수
- 2010년 - 거대 중공 구상 분자(직경 7 nm, 48개의 유기 분자와 24개의 금속 이온)를 발표.
- 2013년 - 결정 스폰지법에 의한 유기 화합물의 결정 구조 해석에 성공.
- 2019년 - 도쿄대학 공학계 응용화학전공 석좌교수

## 연구
분자간 상호작용을 이용하여 배위자와 금속이온을 자기조직화(분자의 기능적인 집합체를 자발적으로 구축)시킴으로써 그리드 모양 혹은 구형의 착체를 형성하는 연구가 유명함.
100개 이상의 새로운 분자를 합성하고 있다.
단순히 혼합하는 것만으로 카테난 등 복잡한 형태를 가진 분자가 조립하는 연구, 또 형성된 구형 착체의 내부에서 일어나는 특수한 반응의 연구 등이 알려진다.

・전이금속을 활용한 자기집합성 분자 시스템: 배위결합을 구동력으로 하여 연결고리 구조, 캡슐 구조, 튜브 구조 등 기존의 화학합성으로는 만들기 어려운 다양한 거대구조체의 자기집합을 달성.
・고립나노공간의 화학: 이렇게 구축한 구조체의 골격 내부에 만들어지는 특이 공간을 활용하여 고립공간의 화학을 전개. 즉 분자 내 공간에서 불안정 분자의 안정화 및 특이적인 물질변환 등을 달성.
・자기집적성 고분자착체: 자기집합의 구조를 고분자화학에 응용함으로써 정밀한 구조와 특이한 성질을 가진 고분자착체의 자기집적에 성공.

## 수상
- 1994년 - 유기합성화학장려상
- 2000년 - 일본화학회 학술상
- 2001년 - 일본 IBM 과학상
- 2001년 - 도쿄 테크노포럼 골드 메달상
- 2003년 - 나고야 실버 메달
- 2004년 - 아이작 크리스텐센상
- 2007년 - 중국인민대학 화학과 명예교수
- 2010년 - 착체화학회상
- 2009년 - 문부과학대신 표창 과학기술상(연구부문)
- 2010년 - 제7회 에자키 레오나상
- 2010년 - 톰슨 로이터 제3회 리서치 프론트 어워드
- 2011년 - 3M Lectureship Award
- 2013년 - 일본화학회상
- 2013년 - Arthur C. Cope Scholar Award (미국화학회상)
- 2013년 - Merck-Karl Pfister Visiting Professorship (MIT Lectureship상)
- 2014년 - ISNSCE 2014 Nanoprize
- 2014년 - 자수포장
- 2014년 - Fred Basolo Medal
- 2016년 - 나이토기념과학진흥상
- 2018년 - 울프 화학상
- 2019년 - 일본 학사원상·은사상
- 2019년 - 파울 컬러 골드 메달
- 2020년 - 제73회 중일문화상
- 2020년 - 클라리베이트 애널리틱스 인용 영예상